# Episodi di Historias de la primera vez
La prima stagione della serie televisiva Historias de la primera vez è stata trasmessa in Argentina dal 27 settembre 2011 al 20 dicembre 2011.
| nº | Titolo                                     | Prima TV Originale |
| -- | ------------------------------------------ | ------------------ |
| 1  | La primera vez en el amor                  | 27 settembre 2011  |
| 2  | La primera vez que fui padre               | 4 ottobre 2011     |
| 3  | La primera vez con un hombre               | 11 ottobre 2011    |
| 4  | La primera vez que se separaron mis padres | 18 ottobre 2011    |
| 5  | La primera vez que me traicionaron         | 25 ottobre 2011    |
| 6  | La primera vez que me anime                | 1º novembre 2011   |
| 7  | La primera vez que te pedi algo            | 8 novembre 2011    |
| 8  | La primera vez de muchas                   | 15 novembre 2011   |
| 9  | La primera vez y la única                  | 22 novembre 2011   |
| 10 | La primera vez que desperté                | 29 novembre 2011   |
| 11 | La primera vez que lloré                   | 13 dicembre 2011   |
| 12 | La primera vez embarazados                 | 18 dicembre 2011   |
| 13 | La primera vez y ultima                    | 20 dicembre 2011   |

## La primera vez en el amor
- Diretto da:
- Scritto da:

### Trama
Norma (Mónica Scapparone) vive da 17 anni insieme a sua madre, Carmen (Hilda Bernard). Quando la madre muore, Norma inizia una nuova vita. Conosce Sonia (Malena Solda) e Roman (Luis Machín), con cui instaura un nuovo amore.
In questo episodio partecipano: Hilda Bernard, Mónica Scapparone, Dalma Milebo, Malena Solda, Luis Bremer e Luis Machín.

## La primera vez que fui padre
- Diretto da:
- Scritto da:

### Trama
In questo episodio partecipano: Sofía Gala Castiglione, Nicolás Pauls, Agustina Córdova e Susana Cart.

## La primera vez con un hombre
- Diretto da:
- Scritto da:

### Trama
In questo episodio partecipano: Julián Sierra, Rafael Ferro, Ghorghor Nella, Agustina Lecouna, Julio Martincorena, Guillermina Valdez, Adrián Navarro, Solange Gómez.

## La primera vez que se separaron mis padres
- Diretto da:
- Scritto da:

### Trama
In questo episodio partecipano: Miguel Ángel Rodríguez, Georgina Barbarossa, Fabiana García Lago, Darío Lopilato e Darío Barassi.

## La primera vez que me traicionaron
- Diretto da:
- Scritto da:

### Trama
In questo episodio partecipano: Arturo Bonín, Gastón Soffritti e Valeria Lorca

## La primera vez que me anime
- Diretto da:
- Scritto da:

### Trama
In questo episodio partecipano: Fabián Vena, Paula Kohan, Bicho Gómez, Norma Pons, Oscar Alegre e Germán Tripel

## La primera vez que te pedí algo
- Diretto da:
- Scritto da:

### Trama
In questo episodio partecipano: Andrea Bonelli, Esteban Prol, Valentín Villafañe e Ana María Orozco

## La primera vez de muchas
- Diretto da:
- Scritto da:

### Trama
In questo episodio partecipano: Villanueva Cosse, Mercedes Carreras, Alejo García Pintos e Mariana Prommel

## La primera vez y la única
- Diretto da:
- Scritto da:

### Trama
In questo episodio partecipano: Valentina Bassi, Nacho Gadano, Osqui Guzmán e Mónica Cabrera.

## La primera vez que desperté
- Diretto da:
- Scritto da:

### Trama
In questo episodio partecipano: Esther Goris, Jorge Sassi, Tomás de las Heras, Santiago Talledo e Franco Rau

## La primera vez que lloré
- Diretto da:
- Scritto da:

### Trama
In questo episodio partecipano: Gonzalo Valenzuela, Brenda Gandini, Alejandro Awada, Brian Vainberg, Cristina Murta, Sabrina Fogolini, Joaquín Alvarez e Mariano Porrás

## La primera vez embarazados
- Diretto da:
- Scritto da:

### Trama
In questo episodio partecipano: Benjamín Amadeo, Romina Ricci, Jenny Williams e Bimbo Godoy

## La primera vez y ultima
- Diretto da:
- Scritto da:

### Trama
In questo episodio partecipano: Graciela Borges, Joaquín Furriel, Lola Alvarez, Anabella Blanco, Lidia Catalano e Mónica Gutiérrez